# Spökliftare
En spökliftare är ett fenomen där människor med fordon plockar upp en liftare som sedan mystiskt försvinner, oftast då fordonet fortfarande är i rörelse. Spökliftare har rapporterats i århundraden och man kan hitta fenomenet överallt i världen, i många olika varianter.
Ordet spökliftare blev känt i Jan Harold Brunvands bok The Vanishing Hitchhiker, som beskrev fenomenet generellt.

## Generellt
Vanligtvis "uppenbarar" sig en människa i fordonets ljussken, oftast med endast en passagerare (föraren).
"Personen" tar form som en liftare. Föraren stannar och erbjuder liftaren att åka med. Resan fortsätter, vissa gånger i total tystnad, och vid en viss punkt försvinner liftaren medan fordonet är i rörelse.

## Variationer
En annan variation är då liftaren går av, precis som en vanlig liftare, och lämnar ett föremål eller lånar någon form av klädsel mot kylan (även om vädret är väldigt varmt). Spökliftaren kan också lämna information som uppmanar föraren att återigen ta kontakt med liftaren.
I sådana händelser, då liftaren lånar ett klädesplagg, återfinns det oftast på en gravsten på en kyrkogård i närheten. Ibland kan den intet ont anande föraren ta kontakt med familjen till den döde och få reda på att liftaren stämmer in i beskrivningen på den döde (som oftast dog i en bilolycka), och att mötet ägde rum på årsdagen då personen dog.
Det finns händelser då liftare återkommer till olika förare. En populär variant finns i Hawaii, där själva gudinnan Pelé får lift och belönar snälla förare.
Ytterligare en variant hittas på den östafrikanska kusten där de inhemska bantufolken är påverkade av arabisk kultur. Det finns en legend om en "jini", eller djinn. Liftaren tar formen av en vacker flicka som föraren plockar upp, föraren söker oftast något sätt att hålla sig vakna under den långa färden. Vid något tillfälle kommer föraren att titta på sin passagerare, och upptäcker att hon har ben som en get – som guden Pan. Just då försvinner liftaren, men i de värsta fallen är föraren så chockad att han kraschar sitt fordon, vilket är djinnens avsikt.
Sedan finns det spökliftare som gör förutsägelser om framtiden, om kommande katastrofer, innan de försvinner.

## Klassifikation
Den första undersökningen angående spökliftare gjordes under 1942–1943 av två amerikanska mytologer, Richard Beardsley och Rosalie Hankey, som samlade in så många rapporter de kunde för att analysera dem.
De fick tag på hela 79 skriftliga vittnesmål om spökliftare, från hela USA.
De kom fram till att det fanns "fyra distinkta versioner av dessa liftare, på grund av självklara olikheter i utveckling och essens". Dessa distinktioner var:
- A. Händelser där liftaren ger föraren en adress, och utifrån adressen förstår föraren att han givit lift åt ett spöke.
- B. Händelser där liftaren är en gammal kvinna som förutspår kommande katastrofer eller slutet på andra världskriget (som då pågick).
- C. Händelser där föraren träffar en flicka på något nöjesställe (till exempel ett dansställe), istället för på vägen; flickan brukar lämna efter sig ett objekt på sin grav som tack för skjutsen.
- D. Händelser där liftaren senare visar sig vara en lokal ande eller gud.

Ett fall intresserade särskilt Beardsley och Hankey, en liftare i Kingston i delstaten New York, under 1941. Den liftaren visade sig vara Moder Cabrini, grundare av ett barnhem, som hyllades för sitt arbete. De ansåg att detta fall var en blandning av kategori B och D.
Beardsley och Hankey konstaterade att kategori 'A' var närmast den ursprungliga händelsen, och innehöll de viktigaste delarna av legenden. Kategori 'B' och 'D', anser de, är lokala versioner, medan 'C' började som en enskild legend som senare hamnade i spökliftar-kategorierna.
En av slutsatserna som de kom fram till, som även reflekteras i dagens spökliftar-historier, är att liftaren oftast är en kvinna, medan föraren oftast är en man. I 47 fall var liftaren en ung kvinna, i 14 en gammal kvinna, och ytterligare 14 var okänt.
I boken Type- and Motif-Index of the Folk Tales of England and North America (1966) skriver Ernest W. Baughman:
Spöken av unga kvinnor ber om skjuts i ett fordon, försvinner från det stängda fordonet utan förarens vetskap, efter att ha givit denne en adress som den vill ta sig till. Föraren frågar om adressen eller om liftaren, upptäcker att hon varit död under en period. (Föraren upptäcker ofta att spöket har försökt återvända, oftast på årsdagen av sin död. Spöket lämnar också oftast något objekt så som en halsduk eller resväska i bilen.)
Just denna händelse klassificerar Baughman som motiv E332.3.3.1.
Underkategorier finns, så som: E332.3.3.1(a) för liftare som återkommer på sin dödsdag; E332.3.3.1(b) för liftare som lämnar bakom sig objekt, förutom då "objektet" är en vattenpöl, då fallet klassas som E332.3.3.1(c).
Ytterligare kategorier är följande:
- E332.3.3.1(d) för gamla kvinnor som förutsäger kommande katastrofer.
- E332.3.3.1(e) för spökliftare som kan interagera med den fysiska världen, så som att äta eller dricka under färden.
- E332.3.3.1(f) för liftare som är föräldrar, som vill ta sig till sin döende son.
- E332.3.3.1(g) för liftare som bara vill komma hem.
- E332.3.3.1(h-j) för liftande nunnor (förvånansvärt vanligt förekommande), varav vissa förutspår framtiden.

Fenomenet går in i religiösa möten, med till exempel klassifikationen E332.3.3.2 – som är övernaturliga väsen eller gudar som tar form som en liftare. Sankt Kristoffer och aposteln Filippos sägs vara i likhet med vissa liftare.

## Spökliftare i historisk tid
Spökliftare är inte bara ett fenomen som äger rum i modern tid på asfalterade vägar.

### Klint
En tidig spökliftarsägen finns i den 400-åriga handskriften Om the tekn och widunder som föregingo thet liturgiske owäsendet, vilken förvaras på Linköpings stifts- och landsbibliotek. Författare var Joen Petri Klint, präst i Östra Stenby och flitig järteckensamlare.
Den händelse, som här ska omtalas, inträffade enligt Klint i februari 1602. En prästman och två bönder var på hemfärd i släde från Kyndelsmässomarknaden i Västergötland. På väg mot Vadstena fick de syn på en "dägelig (vacker) piga", som bad att få åka med. Det fick hon, och då de efter en stund kommit till ett skjutshåll gick de av för att få en bit mat. Pigan var törstig, så de bad hustrun i gården sälja dem en kanna öl (vilket var en vanlig bordsdryck vid denna tid). "När hon bar ölkannan fram, var ölet i kannan malt. Hon gick annor gång åstad, och då var kannan full med ollon. Hustrun i gården bad dem då gå med sig att se, att hon hämtar öl av tunnan. När hon kommer in med den, var kannan full med blod. De voro då förfärade och undersamme. Pigan sade: Frågen I icke efter, huru detta kommer till? Prästen frågade, och hon sade: Jag vet det: Uti detta året skall bliva nog med säd; nog med frukt på träden; men det blir mycket krig och pestilentia" (pest). Därpå försvann hon i tomma intet. (fol. 115)
Händelsen innehåller alla en "spökliftares" utmärkande drag. Den passar väl in på Beardsleys och Hankeys B- och C-kategorier (då lifterskan försvann efter att ha uttalat en spådom). Ölets förvandlingar stämmer med Baughmans kategori E332.3.3.1(b), då flickan lämnade efter sig säd, ollon och blod, och kategori E332.3.3.1(d) då hon förutspådde framtiden (dock nämner inte Klint om profetian var korrekt), samt kategori E332.3.3.1(e) för att hon önskade något att dricka, och E332.3.3.1(g) för att hon var på hemväg.
Hur pass välkänd "spökliftaren" har varit i äldre tid är omöjligt att veta, eftersom det ofta är rena slumpen som fått avgöra vilka sägner som bevarats till eftervärlden. Dock finns ett fåtal uppteckningar med, vad som förefaller vara, ett omvänt spökliftarmotiv. I sägencykeln om Pintorpafrun ingår till exempel en berättelse om en kammarpiga och två herrar, varav den ene är präst, som får skjuts med Djävulen. Sedan de bänkat sig i det svarta ekipaget, får de av kusken (som är Fan själv) tillsägelse att inte se sig tillbaka under färden. Därefter bär det av i en rasande fart. Den förskräckta kammarpigan kastar dock en blick över axeln, och genast tar färden slut. Kusk, hästar, vagn – till och med vägen – försvinner, och passagerarna störtar huvudstupa ner i ett kärr eller i en djup skog. Det rör sig här om en skämtsägen som berättats i syfte att roa. Kanske har en poäng varit att åhörarna kunde förväntas känna till en mer etablerad eller "rättvänd" version, där det faktiskt är "liftaren" som försvinner och inte föraren, fordonet och vägen. I så fall fanns det kanske gott om "spökliftare" redan på Klints tid – men vi vet inte.

### Den gamla engelska balladen
En engelsk ballad, hittad i en antologi från 1723, lägger fram en händelse som kallas för Miraklet i Suffolk. Den handlar om hur en ung man, som efter en månad efter sin död uppenbarar sig för sin älskade och rider med henne på en häst i fyrtio engelska mil i två timmar, och sågs aldrig mer till förutom i sin grav.
Likheterna med moderna liftare är slående. Flickan "liftar" på en häst, antagligen en riktig häst, inte minst då hon känner igen den som sina föräldrars häst, med sin älskade, den döde pojken. Pojken hade inte flickans föräldrars tillstånd att mötas, vilket fick pojken att skriva en dikt. Spöket lämnade även bakom sig ett objekt – han lånar flickans halsduk som han binder runt sitt huvud. Pojken ska ha återkommit vid senare tillfällen.

### Goethe
Goethes dikt Erlkönig (Älvkungen) handlar om hur en far och hans son rider hem under en natt. Sonen ser Älvkungen och hans döttrar i skogsbrynet, och Älvkungen försöker locka honom till sig. Han berättar för sin pappa vad Älvkungen säger, och fadern säger att det är bara vinden som viner, och att det är träd han ser. Till slut blir Älvkungen otålig och gör sonen illa, och när de kommer fram är sonen död. Detta är en fiktiv berättelse, egentligen är sonen sjuk av feber och ser syner. Trots detta går den in på både Beardsleys, Hankeys och Baughmans kategorier.

## Profeterna på 1970-talet
Av en okänd anledning tog fenomenet på sig en annan karaktär under 1970-talet och det tidiga 1980-talet.
- Under 1975 kom det in ett antal rapporter om en profetisk nunna som försvann ur åkande fordon när den österrikisk-tyska gränsen. Efter att en 43-årig företagare åkt av vägen i skräck av att hans passagerare försvunnit, hotade den österrikiska polisen med böter på cirka 3000 kronor för den som rapporterade något liknande.
- Under det tidiga 1977 kom det in ett tiotal rapporter i och runt om Milano, om en annan "spöknunna", som precis innan sitt försvinnande varnade om en jordbävning som skulle förgöra Milano den 27 februari (detta hände aldrig).
- Under år 1979, nära Little Rock i delstaten Arkansas (USA), fanns det en ung, välklädd man som försökte lifta, trots att detta var förbjudet. När denne väl var i fordonet skulle han tala om Jesus återkomst, men även om mer jordiska saker så som fångarna på den amerikanska ambassaden i Iran. Efter att ha konstaterat detta försvann han. Spökliftaren fortsatte att lifta i över ett år. Han sågs senast den 6 juli 1980, då han talade om meteorologiska händelser, så som att det aldrig skulle regna igen, innan han försvann.
- Under samma period som den välklädde mannen spökade i Arkansas, fanns det ännu en spökliftare som liftade på Interstate 5, mellan Tacoma i Washington och Eugene i Oregon. Denna var en gammal kvinna i 50-60-årsåldern, som skulle diskutera Gud och Frälsningen, innan hon försvann. Ett annat vittne varnades att be om förlåtelse för sina synder, annars skulle denne dö i en bilolycka. Under 1980-talets gång började denna liftare visa intresse för Mount Saint Helens, ett berg. Hon varnade att berget var en vulkan, och att den skulle utlösas den 18 maj 1980. Detta skulle vara Guds varning för de som inte levde Bibelns väg, och om dessa människor vägrade, skulle de dö på grund av utbrottet. Polisen i Tacoma registrerade 20 samtal från fordonsförare som hade stött på denna liftare. Senare ändrade sig liftaren (eller så var det en annan spökliftare) och varnade för en katastrof den 12 oktober det året.